# Полиция Гонконга
Полиция Гонконга (кит. трад. 香港警務處, упр. 香港警务处, пиньинь Xiānggǎng Jǐngwùchù, англ. Hong Kong Police Force) — бюро безопасности Гонконга, является основным правоохранительным органом, следственным агентством и крупнейшей дисциплинированной службой специального административного района Гонконг.